# ستروژه (شهرستان نوو سانچ)
ستروژه (به لهستانی:  Stróże) یک روستا در لهستان است که در گمینا گربوو واقع شده‌است. ستروژه ۱۴٫۰ کیلومتر مربع مساحت و ۳٬۵۰۰ نفر جمعیت دارد.